# Fendels
Fendels ist eine Gemeinde mit 281 Einwohnern (Stand 1. Jänner 2024) im Bezirk Landeck im Bundesland Tirol (Österreich). Die Gemeinde ist Teil des Gerichtsbezirks Landeck.

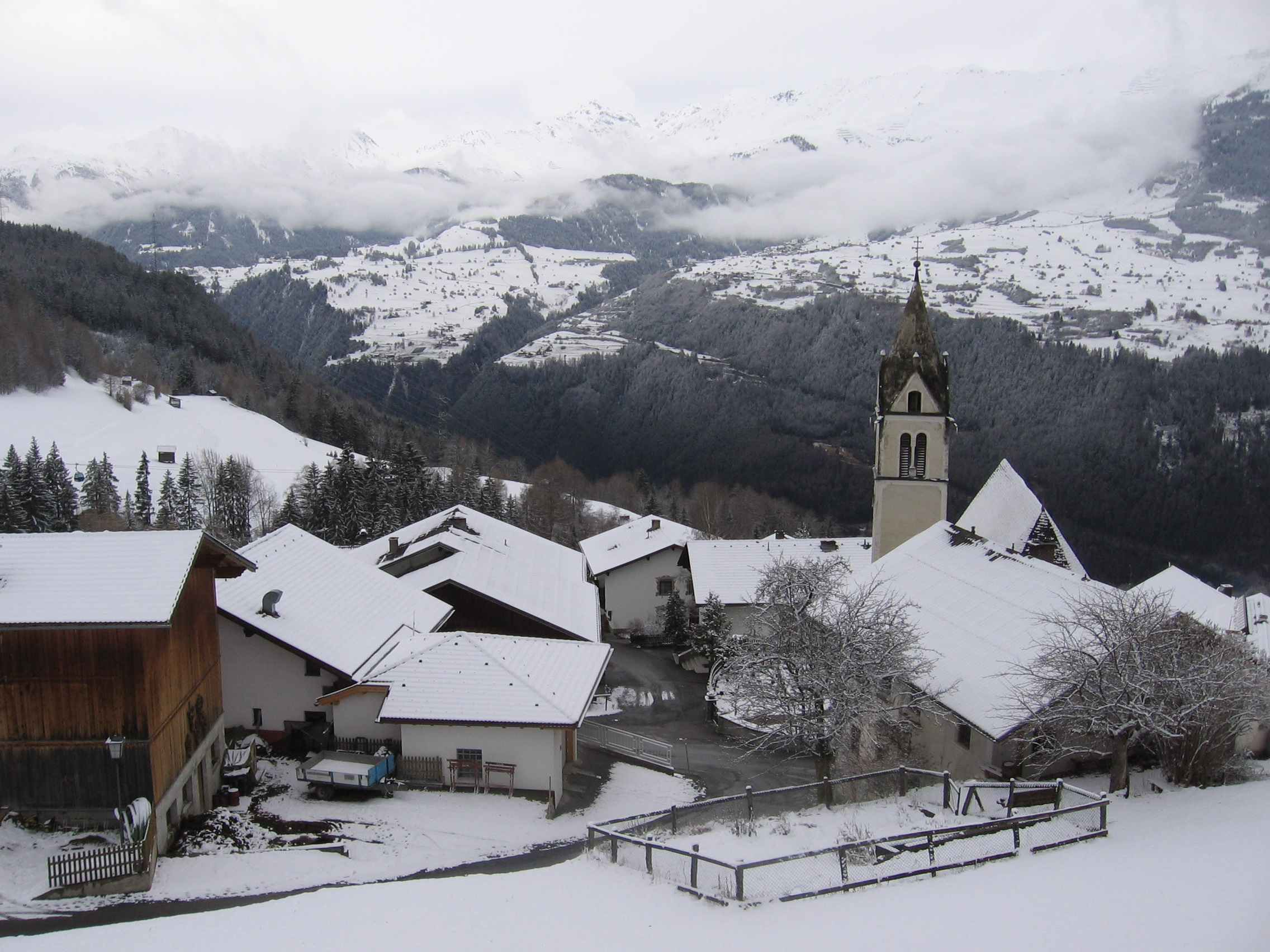
Fendels im Winter

## Geografie
Das Gemeindegebiet liegt südöstlich des Oberen Gerichts, auf den Hängen des Glockturmkammes in den Ötztaler Alpen. Die wichtigsten Bäche sind der Fendler Bach und der Gschwendtbach.
Von der Gesamtfläche von rund dreizehn Quadratkilometer sind beinahe vierzig Prozent bewaldet, dreißig Prozent sind Almen und sechzehn Prozent werden landwirtschaftlich genutzt. Sogar etwas mehr sind hochalpines Ödland.

### Nachbargemeinden
|                    | Prutz                                       | Kauns     |
| Ried im Oberinntal | Kompassrose, die auf Nachbargemeinden zeigt |           |
|                    |                                             | Kaunertal |

## Geschichte
Flurnamen und Siedlungsform zeugen von einer rätoromanischen Erstbesiedlung. 
1288 wird der Ort im landesfürstlichen Urbar von Meinhard II. von Tirol-Görz als Venels erstmals genannt.
Erzherzog Siegmund besaß hier eine Jägerhütte und stiftete dem Dorf einen Kaplan. Fendels war bis ins frühe 20. Jh. für seine fruchtbare Landwirtschaft in der windgeschützten Höhlung bekannt. Man baute Roggen, Weizen und Gerste an. 
Der ursprüngliche Ortskern mit eng aneinandergebauten, gemauerten Häusern ist durch Brände 1939 und 1972 stark verändert worden, in der Umgebung liegen aber noch typische Hofanlagen. Ein Straßenbau 1959 brachte für das abgelegene Dorf, das bis dahin nur durch eine Seilbahn erreichbar gewesen war, einen Anschluss nach außen. Ein Skiliftbau brachte Impulse für die Entwicklung des Tourismus. 
Fendels war ursprünglich Teil des Gerichtsbezirks Ried in Tirol und wurde nach der Auflösung des Gerichtsbezirks Ried 1978 Teil des Gerichtsbezirk Landeck.

### Bevölkerungsentwicklung

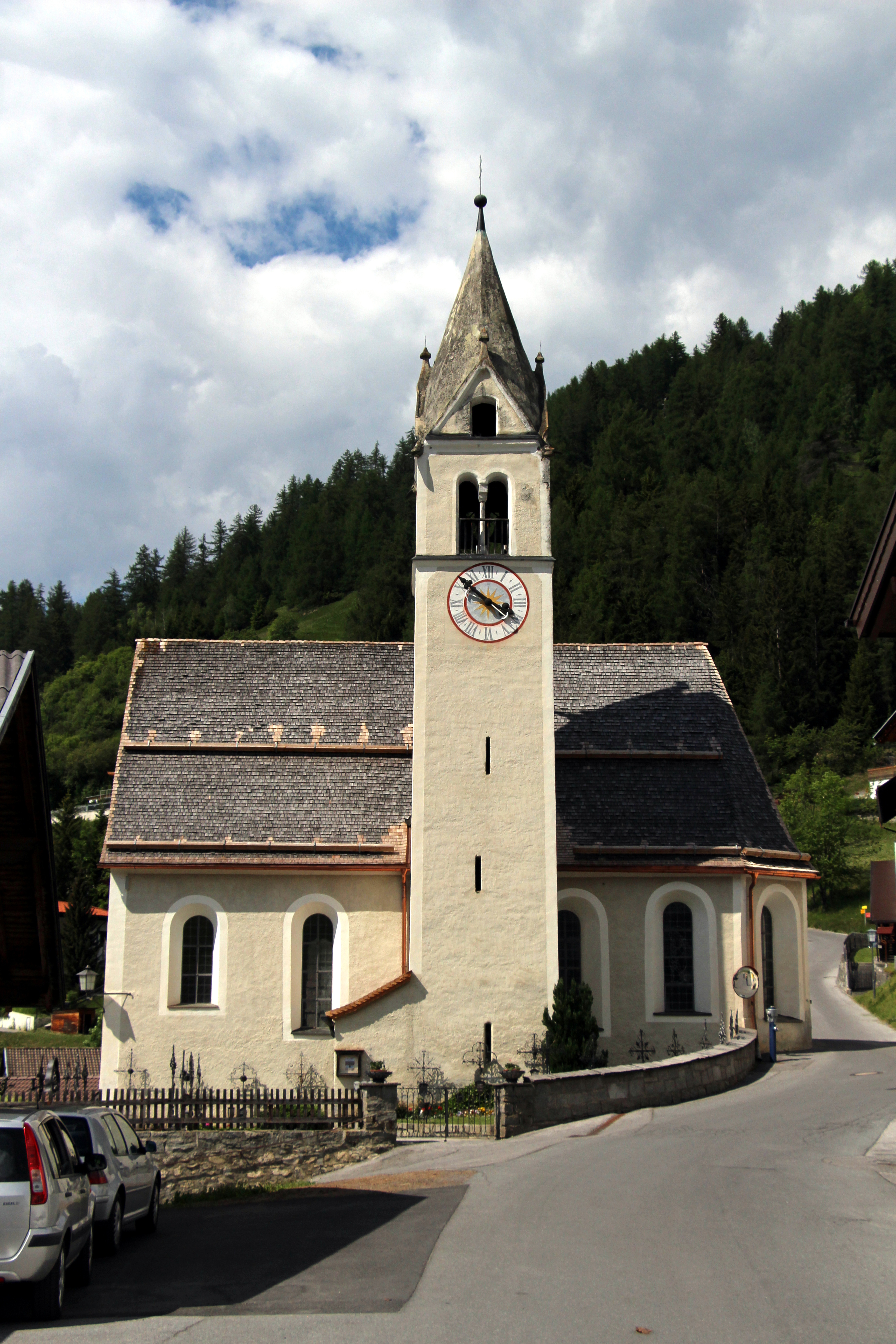
Pfarrkirche Fendels

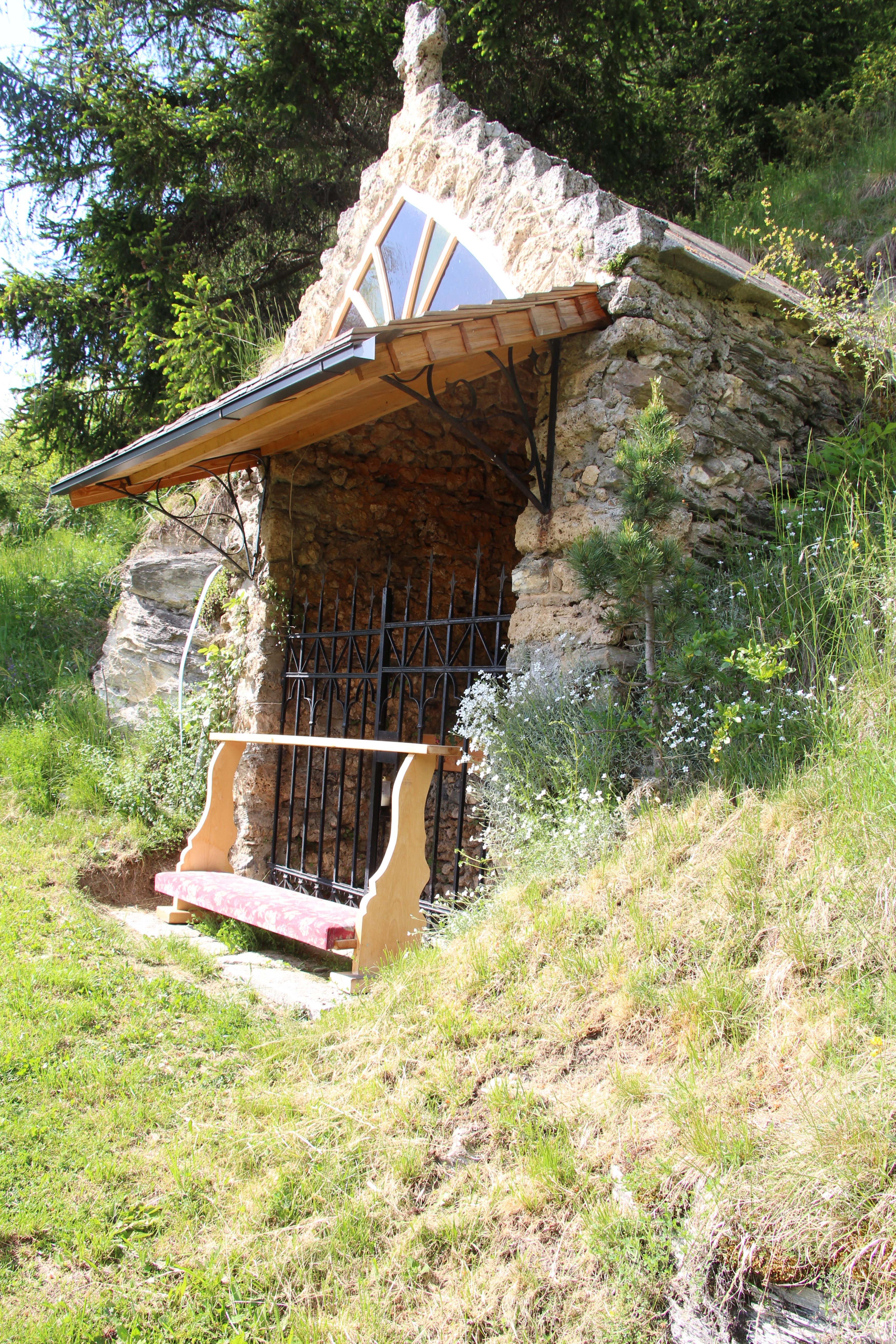
Lourdeskapelle

| Fendels: Einwohnerzahlen von 1869 bis 2024          | Fendels: Einwohnerzahlen von 1869 bis 2024 | Fendels: Einwohnerzahlen von 1869 bis 2024 | Fendels: Einwohnerzahlen von 1869 bis 2024 | Fendels: Einwohnerzahlen von 1869 bis 2024 |
| --------------------------------------------------- | ------------------------------------------ | ------------------------------------------ | ------------------------------------------ | ------------------------------------------ |
| Jahr                                                |                                            |                                            |                                            | Einwohner                                  |
| 1869                                                | 1869                                       |                                            | 216                                        | 216                                        |
| 1880                                                | 1880                                       |                                            | 231                                        | 231                                        |
| 1890                                                | 1890                                       |                                            | 204                                        | 204                                        |
| 1900                                                | 1900                                       |                                            | 168                                        | 168                                        |
| 1910                                                | 1910                                       |                                            | 165                                        | 165                                        |
| 1923                                                | 1923                                       |                                            | 159                                        | 159                                        |
| 1934                                                | 1934                                       |                                            | 167                                        | 167                                        |
| 1939                                                | 1939                                       |                                            | 153                                        | 153                                        |
| 1951                                                | 1951                                       |                                            | 149                                        | 149                                        |
| 1961                                                | 1961                                       |                                            | 151                                        | 151                                        |
| 1971                                                | 1971                                       |                                            | 175                                        | 175                                        |
| 1981                                                | 1981                                       |                                            | 199                                        | 199                                        |
| 1991                                                | 1991                                       |                                            | 210                                        | 210                                        |
| 2001                                                | 2001                                       |                                            | 258                                        | 258                                        |
| 2011                                                | 2011                                       |                                            | 260                                        | 260                                        |
| 2021                                                | 2021                                       |                                            | 279                                        | 279                                        |
| 2024                                                | 2024                                       |                                            | 281                                        | 281                                        |
| Quelle(n): Statistik Austria, Gebietsstand 1.1.2021 |                                            |                                            |                                            |                                            |

## Kultur und Sehenswürdigkeiten
- Katholische Pfarrkirche Fendels Mariä Himmelfahrt
- Lourdeskapelle
- Dorfkapelle

## Wirtschaft und Infrastruktur
- Arbeitsplätze, Erwerbstätige: Im Jahr 2011 gab es in Fendels 31 Arbeitsplätze, 5 in der Landwirtschaft, 8 im Produktionssektor und achtzehn im Dienstleistungssektor.[2] Von den 118 Erwerbstätigen, die in der Gemeinde wohnten, pendelten 91 aus.[3]
- Fremdenverkehr: Jährlich zählt die Gemeinde rund 80.000 Übernachtungen. Dabei sind die Sommer- und die Wintersaison etwa gleich stark mit Spitzen im Februar und im August.[4]
- Verkehr: Fendels ist über eine 4,1 km lange Stichstraße, die L 313 Fendler Straße[5], von Prutz erreichbar und durch eine Seilbahn mit Ried im Oberinntal verbunden.

## Politik

### Gemeinderat
Der Gemeinderat besteht aus 11 Volksvertretern:
| Partei                                         | 2010 | 2010    | 2016 | 2016    | 2020  | 2020    |
| Partei                                         | %    | Mandate | %    | Mandate | %     | Mandate |
| ---------------------------------------------- | ---- | ------- | ---- | ------- | ----- | ------- |
| Allgemeine Dorfliste Fendels (ADL)             |      |         | 100  | 11      | 61,03 | 7       |
| Bürgermeisterliste "Wir für Fendels" (WFF)     |      |         |      |         | 38,97 | 4       |
| Allgemeine Dorfliste Fendels - Scherl Heinrich | 100  | 11      |      |         |       |         |

### Bürgermeister
- 1986–2022 Heinrich Scherl
- seit 2022 Stefan Köhle[8]

### Wappen
Die Tiroler Landesregierung hat mit Beschluss vom 31. Jänner 1978 folgendes Wappen verliehen: „Ein schräg links geteilter Schild, rechts rotsilbern schräg geschachtet, links schwarz“.
Das an den Zisterzienserbalken angelehnte Wappen erinnert daran, dass früher das Stift Stams der fast ausschließliche Grundherr in Fendels war.

## Persönlichkeiten
- Andreas Kölle (1680–1755), Bildhauer
- Serafin Eberhart (1844–1921), Bildhauer